# Baobaballén

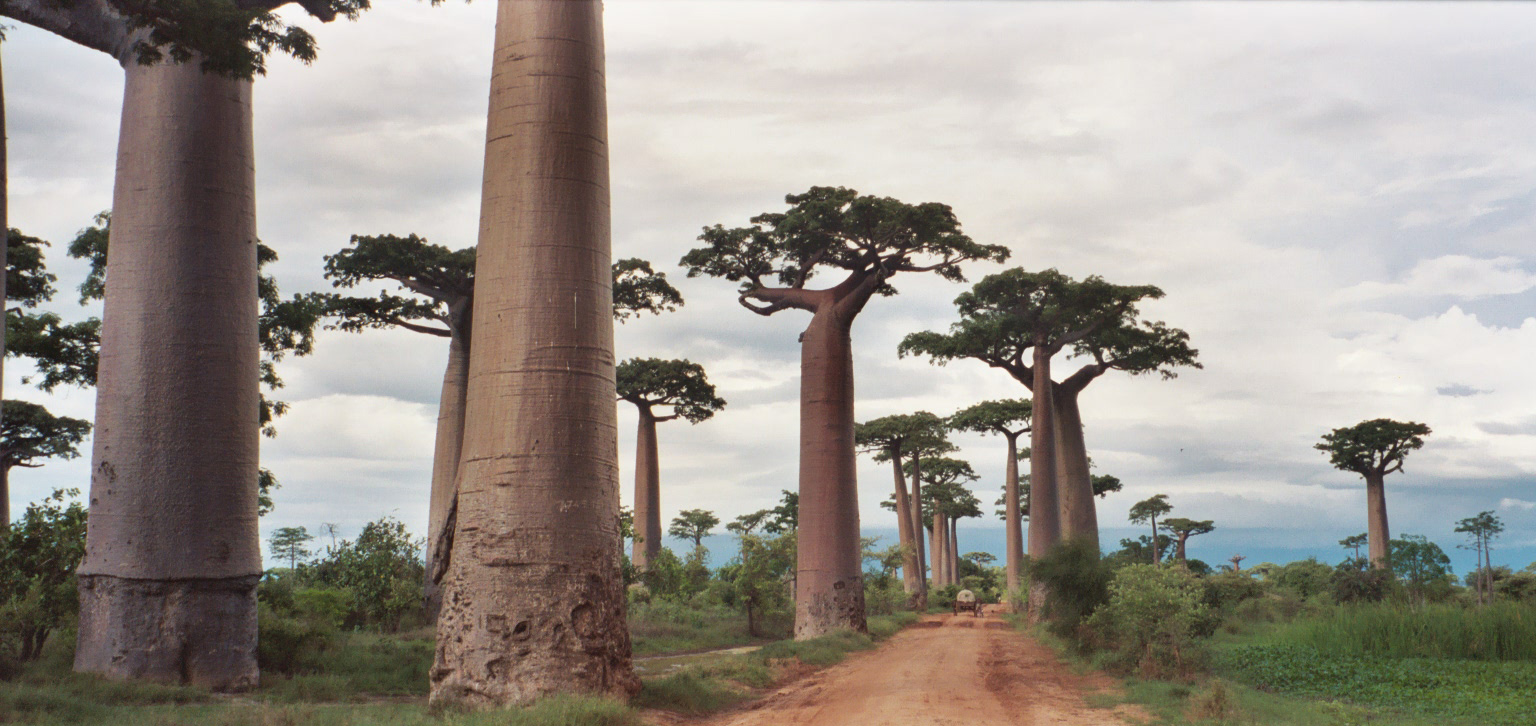
Baobaballén.

Baobaballén eller Baobabavenyn (franska: Allée des baobabs; engelska: Avenue of the Baobabs) är en framstående grupp av baobabträd längs grusvägen mellan Morondava och Belo-Tsiribihina i Menaberegionen i västra Madagaskar. Dess slående landskap lockar resenärer från hela världen, vilket gör den till en av de mest besökta platserna i regionen.